# Czesław Idźkiewicz
Czesław Idźkiewicz (ur. 21 października 1889 w Różanie, zm. 1 lutego 1951 w Płocku) – polski malarz i pedagog.

## Życiorys
Po ukończeniu w 1908 gimnazjum w Pułtusku rozpoczął studia w warszawskiej Szkole Sztuk Pięknych, podczas letnich przerw w nauce asystował Władysławowi Drapiewskiemu w tworzeniu polichromii w płockiej katedrze Wniebowzięcia Najświętszej Maryi Panny w Płocku. W 1912 obronił dyplom i wyjechał na rok do Antwerpii, gdzie studiował w Académie Royale de Beaux Arts. Od 1913 kontynuował naukę w Akademii Sztuk Pięknych w Krakowie u Józefa Mehoffera i Józefa Pankiewicza. W 1915 Władysław Drapiewski jako mieszkaniec zaboru pruskiego został przez Rosjan aresztowany i wywieziony w głąb Rosji. Czesław Idźkiewicz przyjechał do Płocka, gdzie kontynuował rozpoczęte przez Władysława Drapiewskiego prace nad malowidłami ściennymi w płockiej katedrze. Jego autorstwa są m.in. freski w Kaplicy Królewskiej, które powstały według jego autorskiego projektu. Aby móc się utrzymać podjął pracę w Gimnazjum im. Adama Mickiewicza, a po uzyskaniu uprawnień do nauczania w szkołach wyższego stopnia również w Państwowym Seminarium Nauczycielskim Męskim. W 1938 odbył w berlińskim Hohere Reichswerbeschule kurs reklamy. Po wybuchu II wojny światowej hitlerowcy zagrabili całą kolekcję obrazów Czesława Idźkiewicza i wywieźli ją w głąb Rzeszy. Artysta został 7 kwietnia 1940 aresztowany i uwięziony w obozie koncentracyjnym Dachau, przeżył wojnę i po wyzwoleniu obozu powrócił do Płocka i do pracy nauczyciela. Mimo złego stanu zdrowia został wiceprezesem Towarzystwa Naukowego Płockiego, którego członkiem był również przed 1939. Kontynuował również tworzenie obrazów. Kilka dzieł znajduje się w Muzeum Mazowieckim w Płocku, a kilka jest w posiadaniu rodziny. Zmarł nagle w wieku 61 lat.

## Ordery i odznaczenia
- Srebrny Krzyż Zasługi (9 listopada 1932)[2]